# Simele

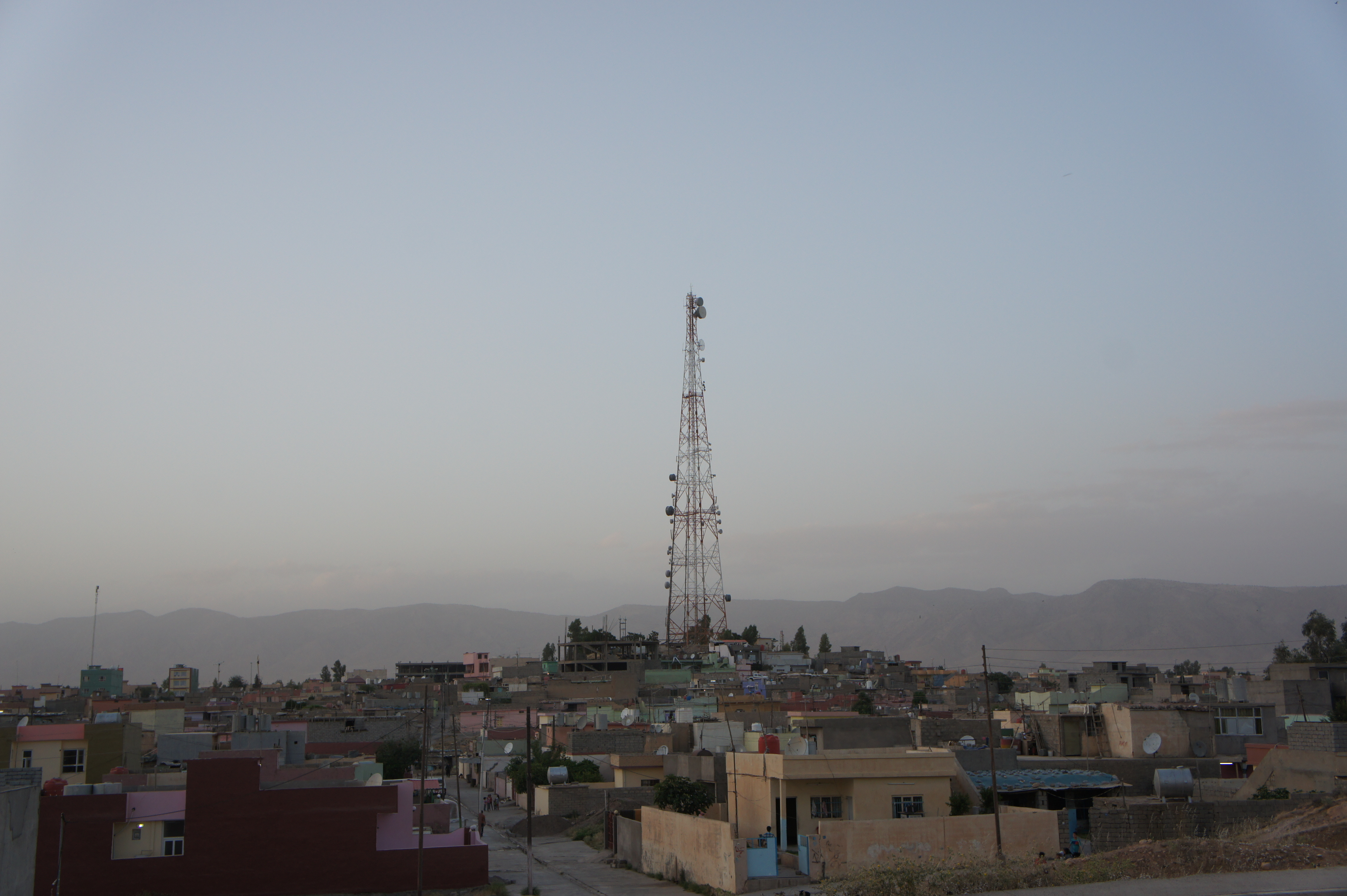
Simele tidigt på kvällen.

Simele, Semel eller Sumail (kurdiska سێمێل / Sêmêl, syriska ܣܡܠܐ, arabiska سميل) är en stad i provinsen Dahuk i norra Irak. Staden är belägen cirka 16 kilometer väster om Dahuk.